# Thomas Foley (amiral)
Thomas Foley, född 1757, död 9 januari 1833, var en brittisk sjömilitär.
Foley uppnådde berömmelse för sin djärva manöver i slaget vid Abukirbukten 1798, där han med sitt fartyg Goliath i spetsen förde en del av den brittiska flottan in mellan den franska flottan och kusten. Foley blev konteramiral 1808, amiral 1830 och högstkommenderande i Portsmouth.